# Circuit du Pévèle
Le Circuit du Pévèle est une course cycliste française disputée autour de Bersée, en plein cœur de la région du Pévèle (Nord). Avant sa disparition, elle fait partie du calendrier national de la Fédération française de cyclisme. 
Cette épreuve périclite en 2013 en raison de problèmes financiers,.